# 司徒镇 (丹阳市)
司徒镇，是中华人民共和国江苏省鎮江市丹阳市下辖的一个乡镇级行政单位。

## 沿袭
1949年为司徒乡，1958年改公社，1983年改乡，1985年改镇。
1996年，面积41平方千米，人口2.2万，辖前村、吴塘、曹巷、南岗、黄庄、谭甲、西麻、大坟、车村、司徒、谭巷、步甲、固村、银海、殷巷、曹甲、杏村、东王、马甲庄、七庄、欧甲21个行政村和光明路1个居委会。
2005年，撤销河阳镇、司徒镇、全州镇，合并设立司徒镇，镇政府驻地司徒集镇。
司徒镇境内的杏虎村原为河阳镇高甸村，是美国轰炸中国驻南联盟大使馆事件遇难记者许杏虎的家乡，2001年更名为杏虎村。

## 行政区划
司徒镇下辖以下地区：
新河路社区、光明路社区、东风路社区、杏虎村、吴塘村、谭巷村、固村、杏村、东风村、薛甲村、张寺村、屯甸村、丁庄村和培棠村。